# 루이 니콜라 다부

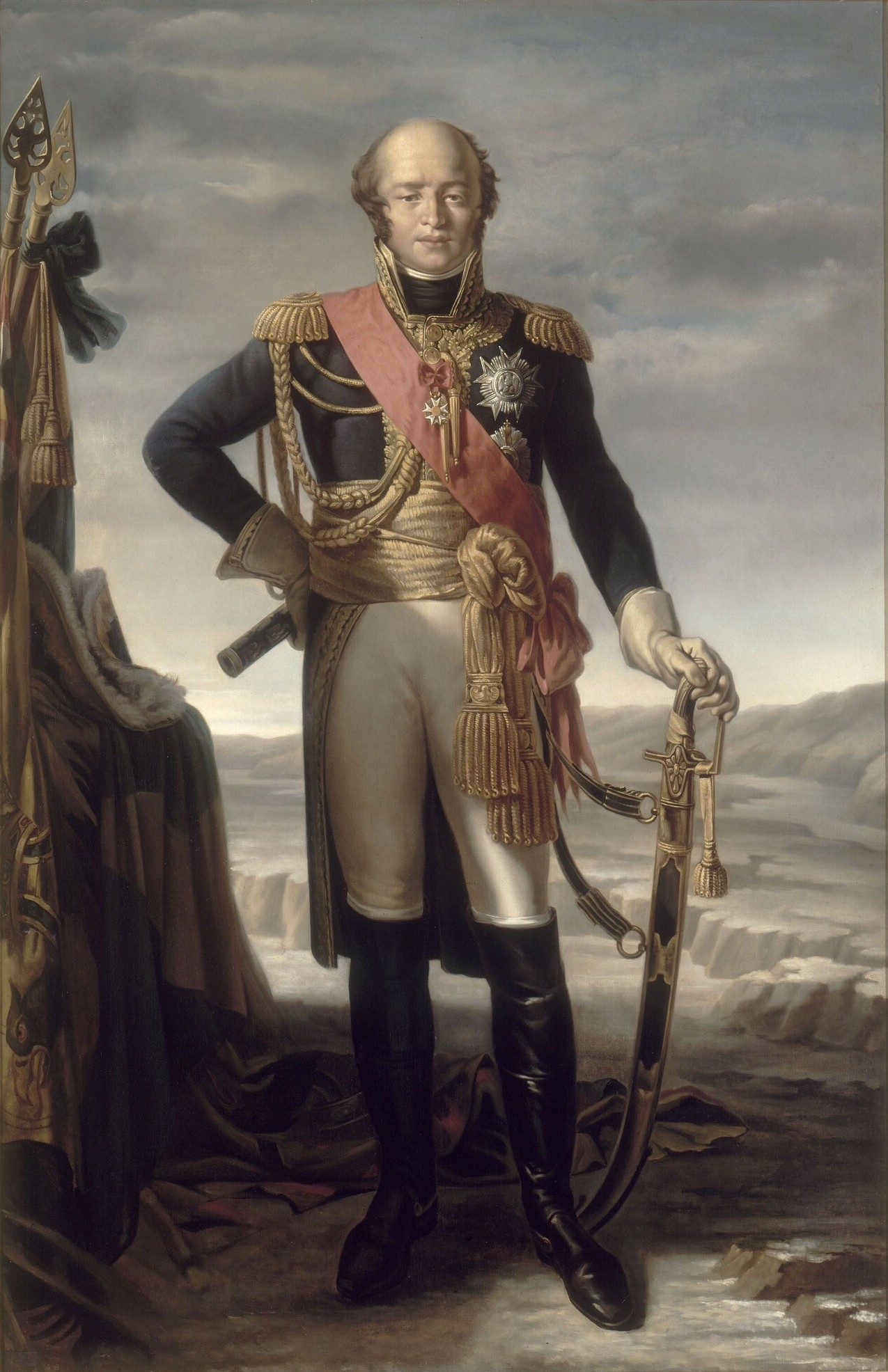
루이 니콜라 다부

루이 니콜라 다부(Louis Nicolas Davout, 1770년 5월 10일 ~ 1823년 6월 1일)는 프랑스 혁명 전쟁과 나폴레옹 전쟁 때의 프랑스의 장군으로 나폴레옹의 야전 사령관으로 활약했다.
귀족 출신으로 프랑스 대혁명 때 혁명을 지지했으며, 1792년 ~ 1793년에 벨기에 원정에서 큰 공을 세웠다. 1798년 ~ 1799년에 이집트 원정에도 참여했다.
그 뒤 1805년 아우스터리츠 전투, 1806년 예나-아우어슈테트 전투, 1807년 아일라우 전투, 1809년 에크뮐 전투와 바그람 전투 등을 승리로 이끌었다.
그래서 1808년에 나폴레옹으로부터 공작 작위를 받고 1809년에 에르뮐 공이 되었다. 1812년 ~ 1813년에 러시아 원정에서도 훌륭하게 책임을 다했고 그 뒤에는 독일 함부르크를 탈환하기도 했다.
1814년에 나폴레옹이 몰락하자 육군에서 물러났으나 1815년 백일천하 때 다시 군대에 들어왔다. 그러나 나폴레옹이 워털루 전투에서 패배하자 결국 파리를 개방하고 파리 협약에 서명을 했다.
그 뒤에 부르봉 왕가에는 충성하지 않다가 1817년에 귀족들로부터 인정을 받았다.

## 같이 보기
- 개선문에 새겨진 이름들